# Garra periyarensis
Garra periyarensis är en fiskart som beskrevs av Gopi 2001. Garra periyarensis ingår i släktet Garra och familjen karpfiskar. IUCN kategoriserar arten globalt som sårbar. Inga underarter finns listade i Catalogue of Life.